# Восточный район (Новороссийск)
Восточный район — внутригородской район города Новороссийска (муниципального образования город Новороссийск) Краснодарского края России.

## География
Район расположен по левому берегу реки Цемес на северном берегу Цемесской бухты. Включает в себя Мефодиевку и Шесхарис. Здесь расположены такие крупные предприятия, как: Морской торговый порт, железнодорожная станция, вагоноремонтный завод, завод «Красный двигатель» (теперь терминал МЕГА), судоремонтный завод, цементные заводы «Пролетарий» и «Октябрь».

## История
Район был образован 23 марта 1977 года как Ленинский.
В начале 1990-х район был переименован в Восточный.

## Население
| 1979    | 1989    | 2002    | 2005    | 2010    | 2012    | 2013    |
| ------- | ------- | ------- | ------- | ------- | ------- | ------- |
| 37 430  | ↘34 220 | ↗38 524 | ↗38 900 | ↗39 940 | ↗41 005 | ↗41 668 |
| 2014    | 2015    | 2016    | 2017    | 2018    | 2019    | 2020    |
| ↗42 100 | ↗42 267 | ↘42 008 | ↘41 688 | ↘41 364 | ↗41 393 | ↗41 806 |
| 2021    | 2023    |         |         |         |         |         |
| ↘35 466 | ↘35 295 |         |         |         |         |         |